# وتکو
وتکو (به لاتین: Vatku) یک روستا در استونی است که در دهستان ویهولا واقع شده‌است.